# Die beiden Wesire Nuraddin von Ägypten und Badraddin von Basra

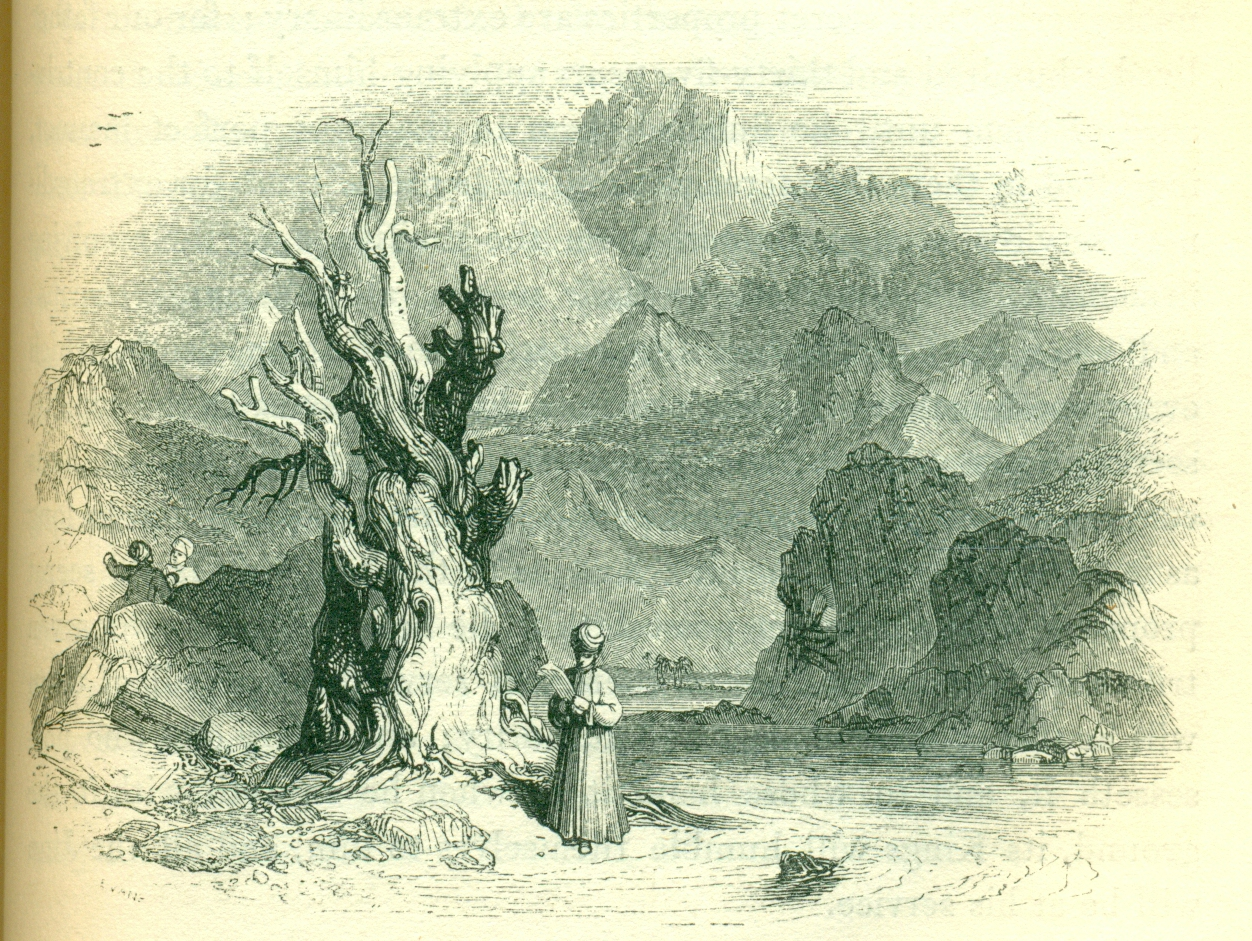
Holzschnitt von William Harvey, 1838–40

Die beiden Wesire Nuraddin von Ägypten und Badraddin von Basra ist ein Märchen aus Tausendundeine Nacht. Es steht in Claudia Otts Übersetzung als Die beiden Wesire Nuraddin von Ägypten und Badraddin von Basra (Nacht 72–101), bei Gustav Weil als Geschichte Nuruddins und seines Sohnes und Schemsuddin und seiner Tochter.

## Inhalt
Nach des Wesirs Tod teilen die Söhne Schamsaddin und Nuraddin in Kairo sein Amt. Sie beschließen, beide zugleich zu heiraten und streiten über den Brautpreis, den Nuraddins Sohn einmal für Schamsaddins Tochter zahlen soll. Nuraddin reitet fort. Der Wesir in Basra nimmt ihn als Schwiegersohn und Nachfolger. Als Nuraddin stirbt, gibt er seinem Sohn Badraddin Hasan einen Brief an den Onkel in Kairo. Der hat inzwischen eine Tochter Sitt al-Husn, die er dem König verweigert, der sie zur Strafe dem buckligen Stallknecht gibt. Ifrite tragen den schönen Hasan vom Vatergrab zur Hochzeit, lassen ihn dort mit Gold werfen und mit ihr schlafen, halten den Knecht im Klo fest. Hasan erwacht vor Damaskus. Er wird Koch. Sitt al-Husn kriegt einen Sohn Adschib, der wissen will, wer sein Vater ist. Sie suchen ihn überall. Dabei isst Adschib zweimal bei dem Koch. Es schmeckt so, dass seine Großmutter erkennt, wer er ist. Schamsaddin lässt Hasans Küche zerschlagen, ihn gefesselt in einer Kiste mitnehmen und das Haus wie in der Brautnacht herrichten. So zeigt sich, dass er es wirklich ist, alle sind vereint.

## Einordnung

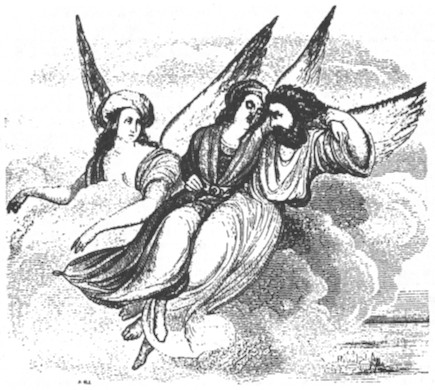
Holzschnitt von Friedrich Gross

Ifrite sind geflügelte Dämonen. Das Schwankmärchen erzählt der Wesir dem Sultan aus Die drei Äpfel. Es spielt nicht mehr in Bagdad, sondern Kairo, Basra, Damaskus, erwähnt auch Homs, Hama, Aleppo, Mardin, Mossul, Sindschar, Diyar Bakr. Die nächste Geschichte Der Bucklige, der Freund des Kaisers von China folgt ohne Zusammenhang, wenn auch wieder ein Buckliger vorkommt.
Der Text beschreibt einen Hochzeitsbrauch mit sieben Kleidern, was man mit den Ballnächten in Märchen wie Aschenputtel, Die wahre Braut oder Siebenhaut vergleichen könnte. Einen ähnlich hereingelegten Bräutigam gibt es in Basiles Der Mistkäfer, die Maus und die Grille.